# Sanjay Seth (historiador)
Sanjay Seth é um autor, palestrante e professor de política na Universidade Goldsmiths de Londres, onde atua também como diretor do Centro de Estudos Pós Coloniais. Seth escreveu extensivamente sobre teoria pós-colonial, teoria social e política, história moderna da Índia e relações internacionais, tendo textos traduzidos para espanhol, português e esloveno. 

## Carreira acadêmica
Sanjay Seth se formou como primeiro da classe na Universidade de Sydney, em 1983, e adquirido seu PhD na Universidade Nacional da Austrália, em 1990. Após completar seus estudos, Seth ocupou cargos de ensino e pesquisa na Universidade de Sydney e na Universidade La Trobe, em Melbourne, antes de ingressar na Goldsmiths, em 2007, onde assumiu a cadeira de Política e o cargo de Diretor do Centro de Estudos Pós-coloniais.
Pela Sociedade Japonesa para a Promoção da Ciência, foi pesquisador visitante na Universidade de Tóquio, em 2003, e professor pesquisador visitante na Universidade de Kyoto, em 2013. Em 2014, tornou-se professor visitante na Universidade de Tecnologia de Sydney, na Austrália. Atualmente, além de lecionar 'Liberalismo e suas Críticas', 'Colonialismo e Pensamento Político Não-Ocidental', e 'Política de Outras Culturas' a nível de graduação, Seth leciona uma disciplina de mestrado, 'A Política do Conhecimento: Debates nas Ciências Humanas', na Universidade Goldsmiths.
Seth já realizou palestras nos Estados Unidos, Espanha, Suécia, Alemanha, Bulgária, Brasil, Grécia, Índia, Paquistão, Austrália, Irlanda, Itália, Japão e Taiwan. É autor dos livros Marxist Theory and Nationalist Politics: Colonial India (1995) e Subject Lessons: The Western Education of Colonial India (2007), inscrito para a Convenção Internacional de Acadêmicos Asiáticos (ICAS) de 2009, prêmio literário em ciências sociais.  Ademais, Seth foi editor de Postcolonial Theory and International Relations: A Critical Introduction (2012) e coeditor fundador do jornal internacional “Postcolonial Studies”.

## Pesquisa
Sanjay Seth tem como áreas de interesse história moderna da Índia, teoria política e social, teoria pós-colonial e relações internacionais, sobre os quais escreve extensivamente. Alguns de seus textos já foram traduzidos para o espanhol, português e esloveno.
Ademais,  Seth tem como interesses de pesquisa como as ideologias européias e o conhecimento ocidental modernos chegaram ao mundo não ocidental, e quais os efeitos e consequências desse processo. Da mesma forma, seu trabalho recente e atual está focado em estudar a suposição de que as presunções que formam o conhecimento moderno são 'universais',  adequadas a todos os tempos e lugares, ou  paroquiais, especificamente modernas e ocidentais, mas que ilegitimamente se fazem passar por universais.